# Parque nacional Coorong
Coorong es un parque nacional en Australia Meridional, ubicado a 156 km al sureste de Adelaida. El extremo oeste del Coorong se inicia en la desembocadura del río Murray en la Isla Hindmarsh y la Península Sir Richard. El parque incluye al Coorong y a la península de Younghusband que separa el Coorong de Bahía Encuentro en el Océano Sur.

## Aves
En el parque se encuentras las siguientes especies: la cerceta castaña, el tarro australiano, el correlimos acuminado, el correlimos cuellirrojo, la cigüeñuela pechirroja, la avoceta australiana, el ostrero pío australiano y el chorlitejo capelirrojo. El avetoro australianos e han registrado. También acoge un número significativo de periquito ventrinaranja, charrancito australiano y chorlito encapuchado, aunque su uso del sitio se ha reducido por la reducción de afluencia de agua dulce.